# Варьон, Денеш
Де́неш Ва́рьон (венг. Várjon Dénes; род. 1968) — венгерский пианист.

## Биография
В 1991 г. окончил Академию Ференца Листа в Будапеште у Шандора Фальваи (фортепиано), Дьёрдя Куртага, Ференца Радоша (камерная музыка) и Шандора Девича. В том же году завоевал первый приз на Международном конкурсе пианистов имени Гезы Анды.
Репертуар Варьона основан на произведениях ведущих композиторов-романтиков (Бетховен, Шуман, Лист) и венгерской музыке (прежде всего, Барток). Выступил с ведущими оркестрами (Camerata Salzburg, Академия Святого Мартина в полях, Венский камерный оркестр, Камерный оркестр Ференца Листа, Camerata Bern, Лозаннский камерный оркестр, Венгерский национальный филармонический оркестр, оркестр Тонхалле, Афинский государственный оркестр, Бременский филармонический, Американский симфонический оркестр, Национальный оркестр Капитолия Тулузы, Будапештский фестивальный оркестр, Кремерата Балтика) и с известными дирижёрами — Шандором Вегом, Георгом Шолти, Хайнцем Холлигером, Хорстом Штайном, Леопольдом Хагером, Иваном Фишером, Адамом Фишером и Тьерри Фишером. Регулярно участвует в престижных фестивалях: в Зальцбурге, Люцерне, Шлезвиг-Гольштейне, Веймаре, Эдинбурге, Марлборо, в Венецианской биеннале, фортепианном фестивале Рура.
В жанре камерной музыки сотрудничает со Стивеном Иссерлисом, Вероникой Хаген, Леонидасом Кавакосом, Миклошем Переньи, Андрашем Шиффом, Радованом Влатковичем, Табеа Циммерман, квартетами Такача, Келлера, «Carmine» и «Энделлион», а также ансамблем «Вена-Берлин». Регулярно выступает в фортепианном дуэте с женой Изабеллой Саймон (Izabella Simon).
Преподаёт в Музыкальной академии Ференца Листа; в числе его учеников — Адам Жолт Соколаи.
Записал диски на ECM records, Naxos, Capriccio, Hyperion Records и Hungaroton Classics.

## Награды и признание
- 1-я премия Конкурса пианистов венгерского радио
- 1-я премия Конкурса камерной музыки имени Лео Вайнера (Будапешт)
- 1-я премия Международного конкурса пианистов имени Гезы Анды (Цюрих, 1991)
- Премия Ференца Листа правительства Венгрии.